# Xenyllodes
Xenyllodes is een geslacht van springstaarten uit de familie van de Odontellidae.

## Soorten
- Xenyllodes armatus